# Spoonflower

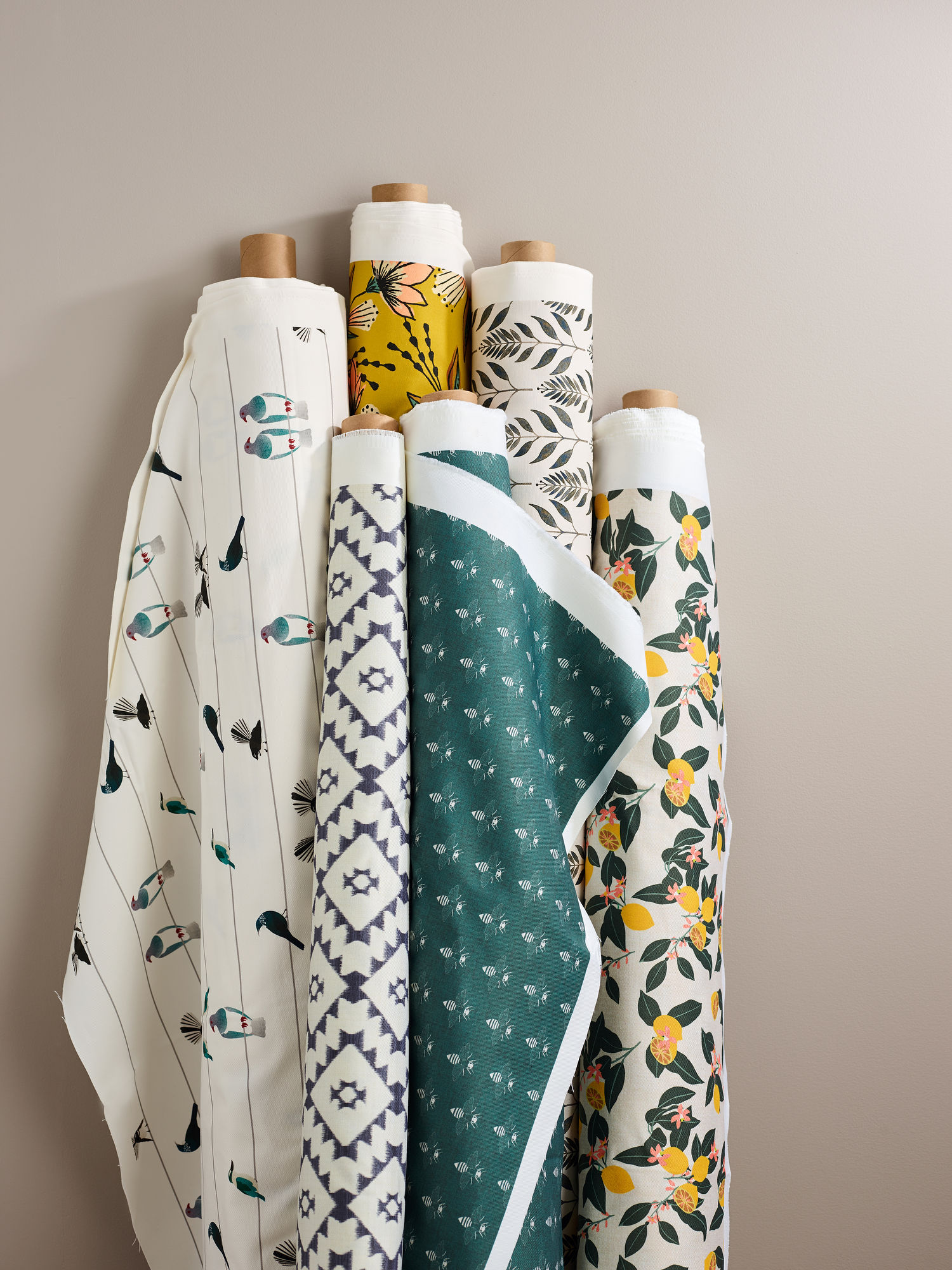
Варианты дизайна тканей Spoonflower

Spoonflower — компания, занимающаяся цифровой печатью индивидуальных дизайнов на ткани и обоях. Она была основана в мае 2008 года Стивеном Фрейзером и Гартом Дэвисом, ранее работавшими на Lulu.com. В январе 2020 года генеральным директором стал Майкл Джонс, ранее работавший в ChannelAdvisor и eBay.
До 2010 года штаб-квартира находилась в Мебане, Северная Каролина, США. В настоящее время штаб-квартира находится в Дареме, Северная Каролина, США, и Нойкельне, Берлин, Германия. Крупнейшим инвестором компании является компания Guidepost Growth Equity of Boston. Среди других инвесторов — Эллисон Полиш, бывший президент компании.
В августе 2012 года Spoonflower насчитывало более 600 000 пользователей, которые используют свою собственную ткань для изготовления штор, одеял, одежды, сумок, мебели, кукол, подушек, картин в рамах, костюмов, баннеров и многого другого. Spoonflower Marketplace в настоящее время предлагает самую большую коллекцию независимых дизайнеров тканей в мире.
Цифровые текстильные принтеры Spoonflower — это широкоформатные струйные принтеры, специально модифицированные для печати на ткани. В отличие от обычного текстильного производства, цифровая печать влечет за собой очень мало отходов ткани, чернил, воды и электричества. Spoonflower печатает экологически чистыми чернилами на водной основе на текстиле из натуральных и синтетических волокон. В процессе печати или подготовки не используются дополнительные химические вещества. Вся ткань Spoonflower печатается в Дареме, Северная Каролина, и в Берлине, Нойкёльн.